# Euchlanis oropha
Euchlanis oropha är en hjuldjursart som beskrevs av Gosse 1887. Euchlanis oropha ingår i släktet Euchlanis och familjen Euchlanidae. Arten är reproducerande i Sverige. Inga underarter finns listade i Catalogue of Life.